# Tocllaraju
Le Tocllaraju, (du quechua tuqlla « piège » et rahu « neige, glace, sommet enneigé », soit « sommet enneigé avec des pièges ») est une montagne qui s'élève à 6 034 m d'altitude dans la cordillère Blanche, dans les Andes péruviennes. Elle est située à la limité de la province de Huaraz et de la province de Carhuaz, dans la région d'Ancash. Le Tocllaraju est situé au nord-ouest du Pucaranra et du Palcaraju.

## Histoire

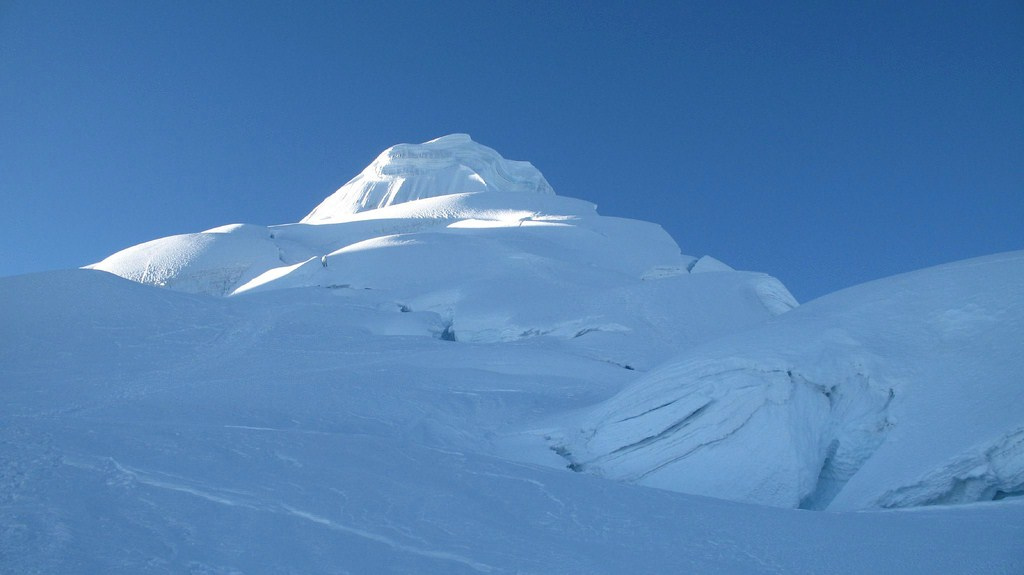
Face ouest depuis le camp haut.

Le sommet est conquis pour la première fois le 31 juillet 1939 par les membres d'une expédition allemande Walther Brecht et Hans Schweizer, membres du Club alpin allemand qui avaient déjà atteint le sommet du Palcaraju le mois précédent. Les grimpeurs font leur approche en entrant dans la quebrada Honda puis en empruntant la quebrada Escalón, ils campent à proximité immédiate de la mine Esparta et entament l'ascension glaciaire par l'arête nord-est suivant cette voie jusqu'au sommet. Cet itinéraire est toujours le plus emprunté actuellement en raison de sa facilité technique, mais il comprend un mur d'environ 100 mètres avec une inclinaison entre 60° et 70° juste avant d'atteindre le sommet.
La seconde ascension est réalisée par Leigh Ortenburger et Kermith Ross en 1959. Ils empruntent la face nord comme lors de la première ascension, mais ils continuent à travers la crête nord jusqu'au sommet.